# ستورم بوتنت

الحياة الإفتراضية لسبام الوت نت: (1) موقع السبامر (2) السبامر (3) برنامج السبام (4) حاسوب مصاب (5) فيروس أو حصان طروادة (6) خادم بريد إلكتروني (7) مستخدم (8) حركة مرور الإنترنت

ستورم بوتنت هي شبكة من حواسيب الزومبي، أي البوتنت، المرتبطة فيما بينها بالستورم وورم والتي يتم التحكم بها عن بعد. وهي نوع من حصان طروادة الذي ينتشر عن طريق البري|الإلكتروني. في عام 2007، كان يعمل الستورم بونيت على ما بين مليون وخمسون مليون جهاز حاسوب مما يعادل 8٪ من البرمجيات الخبيثة العاملة ضمن أجهزة ويندوز. وانكفاء انتشار البوتنت حتى وصل إلى 85 ألف حاسوب عام 2008. لم يعرف مصدر هذا البوتنت أو مطوريه. وله كفاءه عالية في إخفاء نفسه كما يملك خاصية حماية نفسه من التحكم به أو بحديد مساره أو مصدره. كما تصميمه يجعله القيام بعمليات حسابية تفوق قدرة أسرع الحواسب الفائقة. وتعتبر مكتب الإستخبارات الفدرالي الأميركي أن هذا الوت نت خطرا كبيرا علة المصارف وفي عمليات الاحتيال وسرقة المعلومات الشخصية للمستخدمين.